# Trattato che istituisce la Comunità economica europea
Il Trattato che istituisce la Comunità economica europea (TCEE) è il trattato internazionale che ha istituito la CEE, firmato il 25 marzo 1957 insieme al Trattato che istituisce la Comunità europea dell'energia atomica (TCEEA): insieme sono chiamati Trattati di Roma.
Insieme al trattato che istituisce la Comunità europea del carbone e dell'acciaio (CECA), firmato a Parigi il 18 aprile del 1951, i Trattati di Roma rappresentano il momento costitutivo della Comunità europea. Il nome del trattato è stato successivamente cambiato in "trattato che istituisce la Comunità europea" (TCE), dopo l'entrata in vigore del trattato di Maastricht, e poi in "trattato sul funzionamento dell'Unione europea" (TFUE), all'entrata in vigore del trattato di Lisbona.

## I due trattati
La caratteristica del rilancio della comunità europea di difesa risiede nel fatto che l'iniziativa proveniva esclusivamente dall'Europa e non da un input americano; in particolare, in questa fase spiccano i ruoli di singole personalità, quali Jean Monnet, Gaetano Martino, Paul-Henri Spaak.

### Il rilancio europeo di Monnet
L'iniziativa di Jean Monnet prese le mosse dall'esempio della CECA, l'unica comunità sovranazionale allora esistente: egli intendeva estendere i compiti della Comunità europea del carbone e dell'acciaio ad altri settori, quali i trasporti e le fonti di energia tradizionali e creare una nuova comunità sovranazionale per l'energia nucleare. Il progetto di Monnet venne ben accolto dai partner europei, tranne dalla Gran Bretagna, il cui Governo di Anthony Eden non desiderava farsi inglobare in un sistema integrato europeo, per non perdere la speciale relazione con gli Stati Uniti.
La partenza del progetto di Monnet dovette essere rimandata a dopo la caduta del Governo francese di Mendès France, che ormai era screditato presso l'opinione pubblica europeista. Un ruolo fondamentale venne giocato da Beyen, Ministro degli Esteri olandese, che propugnava una vera integrazione economica generale che portasse a un'unione economica. Jean Monnet, Paul-Henri Spaak e Johan Willem Beyen predisposero un memorandum nel quale l'idea di integrazione economica veniva approfondita.

### La Conferenza di Messina
Dall'1 al 3 giugno 1955 ha luogo, nella casa di Gaetano Martino, all'epoca Ministro degli Affari Esteri, la Conferenza di Messina, nel corso della quale venne deciso che si sarebbero create due istituzioni:
- Comunità europea dell'energia atomica. Destinata a gestire l'integrazione nel settore dell'energia nucleare.
- Comunità economica europea. Destinata a gestire l'integrazione economica.

Si era quindi deciso contro l'idea di Beyen, che caldeggiava un'integrazione economica generale appoggiata solo da Francia e Belgio. Tuttavia, non si chiarirono i poteri da affidare a queste istituzioni (sovranazionali o meno). La Conferenza di Messina si concluse nei fatti in una sorta di compromesso, dal momento che non si era trovato l'accordo su un energico rilancio dell'europeismo.

### I negoziati per il trattato CEE
La Commissione Spaak venne incaricata di estendere un rapporto sul seguito da dare ai contenuti della Conferenza di Messina. Al Consiglio dei ministri della Comunità europea del carbone e dell'acciaio di Venezia del 1956 venne dato il via libera ai negoziati per la stesura dei due trattati. La Gran Bretagna, benché invitata a partecipare ai lavori della Commissione Spaak, richiese di condizionare i lavori a una clausola di compatibilità con l'OECE (organismo di semplice coordinamento, il che appariva come un pretesto per non impegnarsi col resto dell'Europa). Al rifiuto dei 6, la Gran Bretagna si risolse a raggruppare altri stati nell'EFTA (costituita poi nel 1959).
Nonostante il boicottaggio britannico, i negoziati procedettero senza troppi impedimenti e portarono ai Trattati di Roma del 25 marzo 1957, che decisero l'istituzione di:
- EURATOM. Appariva il campo di collaborazione più agevole e quello che trovava maggiori consensi anche negli Stati Uniti; Washington seguiva con crescente preoccupazione i miglioramenti della tecnologia sovietica e riteneva che lo sfruttamento dell'energia nucleare avrebbe potuto mantenere in costante crescita il mercato europeo dopo la fine del boom, legato al petrolio e al gas (come la crisi di Suez aveva sottolineato). Inoltre, gli Stati Uniti ritenevano di poter evitare un programma nucleare tedesco autonomo e mantenere legato il loro principale alleato al resto dell'Europa. Allo stesso modo, c'era il desiderio di mantenere intatto il proprio monopolio occidentale sull'arma atomica, dal momento che solo dopo Suez il Governo francese Mollet aveva approvato il programma atomico di difesa nazionale.
- CEE. Il nuovo organismo avrebbe dovuto promuovere, mediante la formazione del mercato comune e l'armonizzazione delle legislazioni economiche nazionali, una crescita stabile e duratura al continente. L'unione doganale avrebbe costituito la pre-condizione per l'integrazione economica generale a seguire. La prima fase sarebbe durata 12 anni e si sarebbe articolata in 3 tappe, al cui termine i Governi avrebbero fatto il punto della situazione per valutare la fattibilità del passaggio alla tappa o fase successiva. L'attuazione del trattato venne demandata alla Commissione, composta da 9 membri (due per i Paesi principali e uno per i più piccoli), ma sprovvista di potere deliberativo proprio, lasciato al Consiglio dei ministri, organo intergovernativo depositario del potere d'indirizzo. Un'assemblea di 142 membri, nominati dai Parlamenti nazionali e la Corte di Giustizia completavano il primo sistema comunitario.

### La firma
I due trattati, firmati a Roma il 25 marzo 1957, entrati in vigore il 1º gennaio 1958, istituirono e disciplinarono, rispettivamente:
- la Comunità economica europea (CEE)
- la Comunità europea dell'energia atomica (CEEA o Euratom)

I trattati furono sottoscritti dai rappresentanti dei sei paesi fondatori (detti ancora oggi gli Inner Six):
| In rappresentanza di | Firmati da                                  |
| -------------------- | ------------------------------------------- |
| Italia               | Antonio Segni – Gaetano Martino             |
| Francia              | Christian Pineau – Maurice Faure            |
| Germania Ovest       | Konrad Adenauer – Walter Hallstein          |
| Belgio               | Paul-Henri Spaak – J. Ch. Snoy et d'Oppuers |
| Paesi Bassi          | Joseph Luns – J. Linthorst Homan            |
| Lussemburgo          | Joseph Bech – Lambert Schaus                |

La cerimonia si tenne solennemente in Campidoglio, nella sala degli Orazi e Curiazi del Palazzo dei Conservatori, la stessa dove il 29 ottobre 2004 i rappresentanti dei 25 Paesi membri dell'Unione europea hanno firmato la Costituzione per l'Europa.
I Trattati di Roma prevedevano, tra l'altro, l'istituzione dell'Assemblea parlamentare europea, composta da 142 deputati nominati dai parlamenti dei sei paesi membri della Comunità.
La sessione costitutiva dell'Assemblea parlamentare, avente a quel tempo solo funzioni consultive, si tenne a Strasburgo il 19 marzo 1958, sotto la presidenza di Robert Schuman. Soltanto nel 1962, l'Assemblea avrebbe assunto il nome di Parlamento europeo e, solo nel 1979, si sarebbero svolte le prime votazioni a suffragio universale diretto per l'elezione dei suoi membri.

## Il trattato di Roma
Usualmente con trattato di Roma si indica il solo trattato istitutivo della Comunità economica europea. Questo trattato è ancora la base legale di molte decisioni prese dall'Unione europea, pur avendo subito notevoli modifiche in seguito all'entrata in vigore, il 1º dicembre 2009, del trattato di Lisbona che ha previsto, tra l'altro, di cambiarne il nome in "trattato sul funzionamento dell'Unione europea".
Questo trattato prevedeva:
- l'eliminazione dei dazi doganali tra gli Stati Membri;
- l'istituzione di una tariffa doganale esterna comune;
- l'introduzione di politiche comuni nel settore dell'agricoltura e dei trasporti;
- la creazione di un Fondo sociale europeo;
- l'istituzione della Banca europea degli investimenti;
- lo sviluppo della cooperazione tra gli Stati Membri.

Per raggiungere questi obiettivi il trattato pone alcune linee guida e definisce il quadro per l'attività legislativa delle istituzioni comunitarie, in particolare riguardo alla politica agricola comune (articoli 38-43), la politica dei trasporti (articoli 74-75) e una politica commerciale comune (articoli 110-113).
Il mercato comune basato su quattro libertà fondamentali: libera circolazione delle persone, dei servizi, delle merci e dei capitali, che avrebbe dovuto realizzarsi in un periodo di dodici anni, in tre fasi successive (articolo 8).

## 50º anniversario

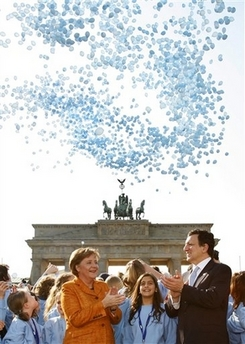
Angela Merkel e il presidente della Commissione europea Barroso a Berlino per i 50 anni dell'Europa unita

Nel 2007 è stato celebrato il 50º anniversario dei Trattati di Roma, con festeggiamenti in tutti i paesi europei. La celebrazione ha avuto il suo culmine con il vertice informale dei capi di Stato e di governo del 24 e 25 marzo a Berlino in cui è stata approvata la Dichiarazione di Berlino che ha messo fine al "periodo di riflessione" dopo la bocciatura della Costituzione europea e ha spianato la strada all'approvazione del trattato di riforma.

### Numismatica
- Nel 2007 ciascun paese dell'Unione europea che utilizza come moneta l'euro, ha coniato un'ulteriore moneta commemorativa, del valore di 2 euro.

### Filatelia
- Il 25 marzo 2007 le Poste Italiane hanno emesso un foglietto composto da due francobolli da 0,60 e 0,65 euro recanti i loghi "Insieme dal 1957" (logo ufficiale UE) e il logo "50" (logo ufficiale italiano).

## 60º anniversario
Il 60º anniversario dell'evento è stato celebrato al Palazzo dei Conservatori la mattina del sabato 25 marzo 2017 alla presenza dei rappresentanti delle 27 nazioni dell'Unione Europea.